# 1980
1980（千九百八十、一九八〇、せんきゅうひゃくはちじゅう）は、自然数また整数において、1979の次で1981の前の数である。

## 性質
- 1980は合成数であり、約数は1, 2, 3, 4, 5, 6, 9, 10, 11, 12, 15, 18, 20, 22, 30, 33, 36, 44, 45, 55, 60, 66, 90, 99, 110, 132, 165, 180, 198, 220, 330, 396, 495, 660, 990, 1980である。
  - 約数の和は6552。
  - 487番目の過剰数である。1つ前は1976、次は1984。
    - σ(n) ≧ 3n を満たす n とみたとき34番目の数である。1つ前は1920、次は2016。(ただしσは約数関数、オンライン整数列大辞典の数列 A023197)

  - 約数を36個もつ4番目の数である。1つ前は1800、次は2016。
  - 約数の和の平均が整数になる47番目の数である。1つ前は1912、次は2004。
- 398番目のハーシャッド数である。1つ前は1974、次は1998。
  - 18を基とする55番目のハーシャッド数である。1つ前は1962、次は2088。
- 1980 = 22 × 32 × 5 × 11
  - 4つの異なる素因数の積で p 2 × q 2 × r × s の形で表せる2番目の数である。1つ前は1260、次は2100。(オンライン整数列大辞典の数列 A179690)
- 1980 = 44 × 45
  - 44番目の矩形数である。1つ前は1892、次は2070。
- 19802 + 1 = 3920401 であり、n 2 + 1 が素数になる208番目の数である。1つ前は1974、次は1990。(オンライン整数列大辞典の数列 A005574)
- 1980 = 53 + 73 + 83 + 103
  - 4つの正の数の立方数の和で表せる619番目の数である。1つ前は1979、次は1981。(オンライン整数列大辞典の数列 A003327)
- 1980 = 180 × 11
  - 1980°= 11π (rad)。1つ前の10πは1800°、次の12πは2160°。
  - 十三角形の内角の和は1980°である。1つ前の十二角形は1800°、次の十四角形は2160°。
- 最小の友愛的三対を構成する数字の1つである。
(1980, 2016, 2556)。σ(1980)=σ(2016)=σ(2556)=6552=1980+2016+2556
- 約数の和が1980になる数は5個ある。(1048, 1090, 1318, 1853, 1979) 約数の和5個で表せる17番目の数である。1つ前は1736、次は2040。
- 各位の和が18になる118番目の数である。1つ前は1971、次は2079。

## その他 1980 に関連すること
- 西暦1980年
- 1980アイコ十六歳は、日本の漫画・メディアミックス作品。
- 1980は、2003年（平成15年）公開の日本映画。
- イチキュッパ：心理的価格設定の一つ。